# Неманя Николич (футболіст, 1987)
Неманя Николич (серб. Немања Николић / Nemanja Nikolić, угор. Nikolics Nemanja, нар. 31 грудня 1987, Сента, Угорщина) — угорський футболіст, нападник національної збірної Угорщини та американського клубу «Чикаго Файр».

## Клубна кар'єра
Народився 31 грудня 1987 року в місті Сента. Вихованець футбольної школи клубу «Сента».
У дорослому футболі дебютував 2006 року виступами за команду клубу «Барч», в якій провів один сезон, взявши участь у 18 матчах чемпіонату. 
Згодом з 2007 по 2010 рік грав у складі команд клубів «Капосвелд'є» та «Капошварі Ракоці». У складі останньої команди в сезоні 2009/10 став найкращим бомбардиром угорського чемпіонату з 18 голами.
Молодий забивний форвард привернув увагу провідних клубів Угорщини і 2010 року перейшов до «Відеотона». Відіграв за клуб з Секешфегервара наступні п'ять сезонів своєї ігрової кар'єри. Більшість часу, проведеного у складі «Відеотона», був основним гравцем атакувальної ланки команди, в сезонах 2013/14 та 2014/15 знову ставав найвправнішим бомбардиром чемпіонату Угорщини з 18 та 21 голом відповідно.
До складу польської «Легії» приєднався 2015 року. У Польщі продовжив багато забивати, ставши в дебютному для себе в новій команді сезоні 2015/16 найкращим бомбардиром Екстракляси з 28 голами і допомігши «Легії» оформити чергове чемпіонство. У наступному сезоні покинув «Легію» та 20 грудня 2016 року перейшов до клубу MLS «Чикаго Файр», за який провів три матчі та відзначився одним забитим м'ячем.

## Виступи за збірну
2013 року дебютував в офіційних матчах у складі національної збірної Угорщини.

## Титули і досягнення

### Командні
- Чемпіон Угорщини (2):

«Відеотон»:  2010-11, 2014-15
- Володар Кубка угорської ліги (1):

«Відеотон»:  2011-12
- Володар Суперкубка Угорщини (2):

«Відеотон»:  2011, 2012
- Володар Чемпіон Польщі (1):

«Легія»:  2015-16
- Володар Кубка Польщі (1):

«Легія»:  2015-16

### Особисті
- Футболіст року в Угорщині (1): 2017